# 伊朗强震台网
伊朗强震台网（英語：Iran Strongseismic Network），是伊朗政府直属的一个地震台网，是伊朗全国的四大地震台网之一，也是其中覆盖最广、规模最大的一个。该台网主要负责伊朗人口稠密地区、重要厂矿和地震频发地区的地震监测工作。
地处阿拉伯板块和亚欧板块隐没带的伊朗是地震多发的国家，历史上曾多次发生重大地震。1973年由有关计划部门开始策划和建设伊朗强震台网。1981年，伊朗强震台网被移交给伊朗建筑与住房研究中心。
伊朗强震台网的1106个台站分布于伊朗全国30个省，根据地质活动的频繁程度性、城市人口密度和厂矿的重要度，其台站部署有所侧重。伊朗地震台网主要使用模拟强震加速度计、数字强震加速度计、固态存储纪录仪和PS2便携式滚筒记录仪展开地震观测。不过，虽然伊朗强震台网的台站数量多、分布地区广，但这些台站的数据并没有全部实现联网传输，数据的收集方法主要是每两个月到各台站人工提取数据，效率极低，时效性极差，基本不能用于地震应急响应和测报工作。